# Ізбасканський район

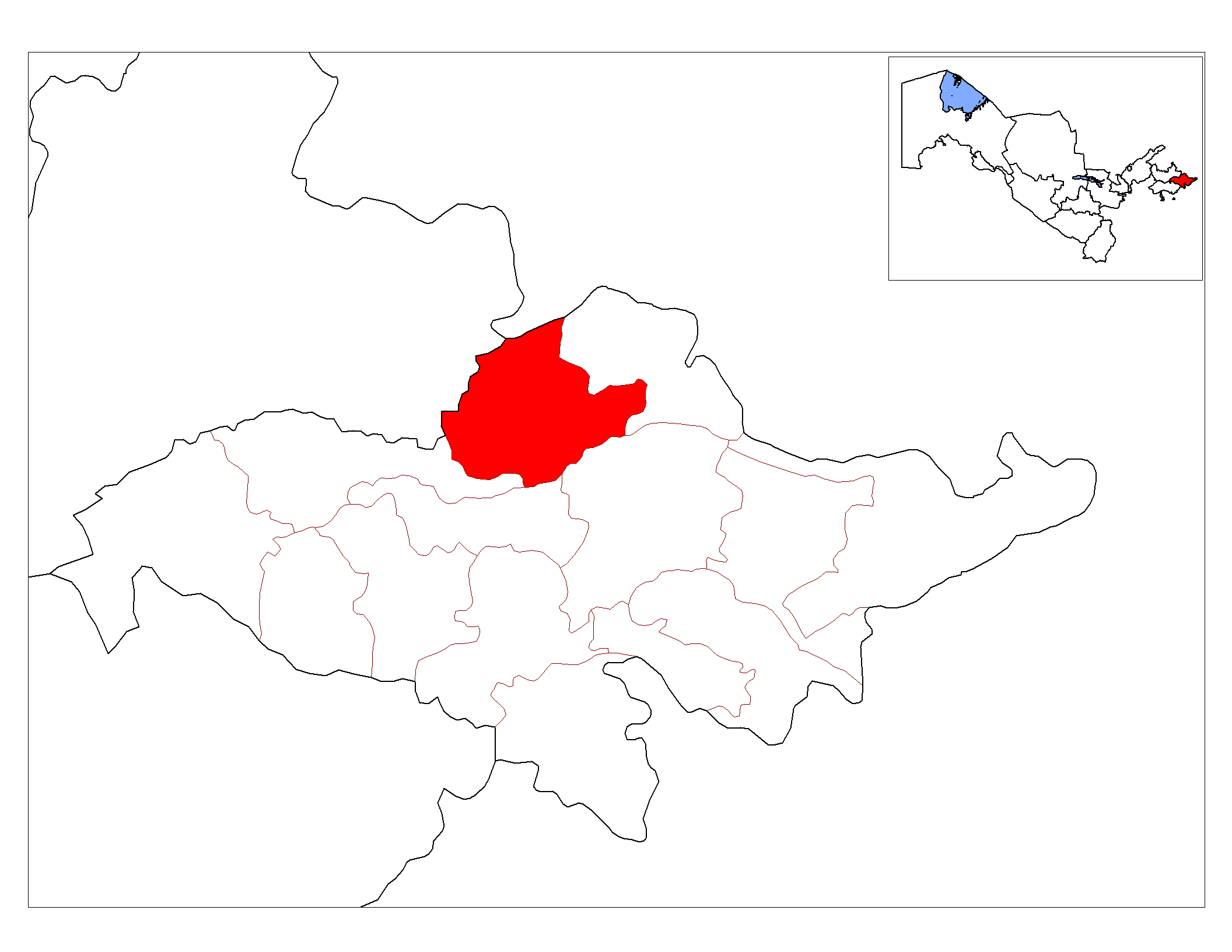
Район на карті області.

Ізбаска́нський район (узб. Избоскан тумани, Izboskan tumani) — один з 14 районів (туманів) Андижанської області. Розташований в північній її частині.
Утворений 29 вересня 1926 року.
Площа району становить 280 км².
Населення становить 186,2 тис. осіб, з них більшу частину (99,7 %) складають узбеки. Щільність населення становить 670 чол./км².
Район складається з 1 міста (шахарі) — Пайтуг та 9 сільських рад (кішлак-фукаролар-їгині) — Ізбаскан, Еркін, Кизил-Юлдуз, Намуна, Уртаклар, Шерматабад, Яккатут, Янгі-Замон, Янгікішлак.
Адміністративний центр — місто Пайтуг.

## Природа
Рельєф району складається з низовин, які поступово знижуються в південно-західному напрямку. На півночі розташовані адири Майлісай.
Клімат помірний. Пересічні температури липня +27 °C, січня −3 °C. Вегетаційний період становить 240—255 днів. За рік випадає в середньому 300—500 мм опадів.
Територією району протікають річки Карадар'я, Майлісай та Тентаксай.
Ґрунти в основному сіроземні, темні та світлі лучні та болотно-лучні.
На цілинних ділянках зростають тамариск, очерет, янтак, лебеда та інші рослини. Серед диких тварин поширені шакал, лисиця, вовк, кабан, дикі кози, гризуни (водний щур), птахи (голуби, фазан, качки, лелека, кеклик, перепілка, рябчик степовий, беркут, сич, ластівка, горобці, соловей, галка, ворона, сорока та інші).